# 894
894 (DCCCXCIV) fue un año común comenzado en martes del calendario juliano, en vigor en aquella fecha.

## Acontecimientos
- Los búlgaros atacan al Imperio bizantino.
- Northumbria y Estanglia juran lealtad a Alfredo el Grande, pero luego rompen la tregua atacando el sudoeste de Inglaterra.
- Los sajones derrotan a los vikingos en Inglaterra (fecha aproximada).
- Mojmir II de Moravia se convierte en rey tras la muerte de su padre Svatopluk I.
- En Japón, el embajador Sugawara no Michizane regresa abruptamente de una misión a China imperial, y las relaciones comerciales son canceladas por orden del Emperador Uda.

## Nacimientos
- Emma de Francia, reina consorte de Francia.
- Flodoardo, religioso y cronista francés.
- Ono no Michikaze, calígrafo japonés.

## Fallecimientos
- Dae Hyeonseok, rey de Balhae.
- Guido III de Spoleto.
- Svatopluk I, rey de la Gran Moravia.
- Yang Fugong, eunuco chino de la dinastía Tang.